# Victor de Broglie (1756-1794)
Pour les articles homonymes, voir Victor de Broglie et Broglie.
Pour les autres membres de la famille, voir Maison de Broglie.
Charles Louis Victor, prince de Broglie, né le 22 septembre 1756 à Paris où il est mort (guillotiné) le 27 juin 1794, est un général et homme politique français.

## Biographie
Fils du Victor-François de Broglie (1718-1804), 2e duc de Broglie, maréchal de France et secrétaire d'État aux Affaires étrangères, et de Louise Crozat de Thiers. Il est aussi le petit-fils de Louis Antoine Crozat, baron de Thiers et le cousin des quatre frères Lameth.  
Il entre dans la carrière militaire et débute sous les ordres de son père, successivement comme sous-lieutenant, capitaine et aide-major au régiment Limousin-infanterie. 
Il n’a que 25 ans lorsqu’il est nommé colonel en second du régiment d’Aunis.
Il sert aux États-Unis durant la guerre d’indépendance avec ses cousins Lameth et, à son retour (1788), est nommé colonel du régiment de Bourbonnais et chef d’état-major du camp de Metz.

### Député aux états-généraux
Son mariage le possessionne en Alsace et fait de lui le grand bailli d'épée de Colmar et Sélestat. 
Il préside l'assemblée de la Noblesse des bailliages de Colmar et Sélestat, qui l'élit, le 1er avril 1789, député de la noblesse aux états généraux. Trois jours avant, son frère Auguste Joseph signe le cahier de doléances du bailliage de Dourdan.
Il siège aux états-généraux avec deux de ses cousins Charles et Alexandre de Lameth, avec lesquels il a servi pendant la guerre d'indépendance américaine. Il siège à la gauche de l'assemblée.
Après l'ordre de Louis XVI, le 27 juin 1789, il se réunit au tiers état, non sans avoir obtenu l'accord de ses commettants.
Il fait partie des députés qui s'expriment souvent, notamment sur les troubles dans le pays, sur le statut des israélites, sur l'organisation de l'armée et les finances.
Il vote presque toujours avec la Gauche, notamment le 24 décembre 1789, en faveur de l’égalité de droits de tous les citoyens pour l’accès aux emplois de la magistrature et de l’armée.
Il se prononce en faveur des assignats et pour le rattachement d'Avignon au royaume de France.
Membre des comités militaire et des rapports, il est élu secrétaire de l’Assemblée en janvier 1790 et chargé, le 2 mai 1791, de faire un rapport sur les troubles du Midi : il fait licencier par décret la Légion d’Aspe, qui avait provoqué une émeute à Toulouse.
Il prend la défense de son père, qui avait émigré et était accusé de conspirer avec les ennemis du dehors, mais les désaveux qu’il reçoit du maréchal réduisent ces efforts à néant. 
Après avoir appartenu au Club de 1789, il passe aux Jacobins, puis aux Feuillants. 
Élu président de l'Assemblée constituante du 13 au 31 août 1791, il demande, à la fin de la session, à reprendre du service actif. 
Il est envoyé avec le grade de maréchal de camp à l’armée du Rhin, sous les ordres de Luckner.
Il donne sa démission après la Journée du 10 août 1792, refusant de reconnaître le décret de déchéance porté contre Louis XVI, et se retire à Bourbonne-les-Bains. C'est le début de la Terreur.
Bien qu’il eût protesté de son civisme dans une lettre adressée au Président de l’Assemblée Législative, il est arrêté peu de temps après et incarcéré à Langres. Remis en liberté, il voulut rester en France et est arrêté une seconde fois peu de temps après. 
Traduit devant le Tribunal révolutionnaire, il est condamné à mort le 26 juin 1794 et guillotiné le lendemain.
À la veille de son exécution il recommanda à sa femme de ne pas confondre la Révolution française « avec les monstres qu’elle avait produits » et d’élever ses quatre enfants dans ses principes ; sa veuve se remarie en 1796 avec Marc-René de Voyer de Paulmy d'Argenson, marquis d'Argenson, qui éleva leurs enfants et en eut quatre autres avec elle.
« Sans mépriser, a-t-il dit, ou dédaigner l’Ancien Régime, toute tentative de le rétablir me paraissait puérile. J’appartenais de cœur et de conviction à la société nouvelle, je croyais très sincèrement à ses progrès indéfinis ; tout en détestant l’état révolutionnaire, les désordres qu’il entraîne et les crimes qui le souillent, je regardais la Révolution française, prise in globo, comme une crise inévitable et salutaire. » (cité par le Dictionnaire des parlementaires français).

### Publication
Il est l’auteur d’un Mémoire sur la défense des frontières de la Sarre et du Rhin.

### Mariage et descendance
Il épouse à Paris, le 3 février 1779, Sophie de Rosen-Kleinroop (Paris, 10 mars 1764 - Paris, 31 octobre 1828), fille d'Eugène de Rosen Kleinroop et de Marie-Antoinette de Jouvenel de Harville des Ursins. Elle était la petite-fille de Claude-Constant Jouvenel des Ursins d'Harville. Dont quatre enfants :
- Amélie Antoinette Victorine de Broglie (1781-1868), mariée en 1798 avec Charles de Moges, marquis de Buron (1768-1836), dont postérité ;
- Constance Louise Sophie de Broglie (1782-1866), mariée en 1801 avec Augustin Louis Victor des Acres de l’Aigle , comte Victor de L'Aigle (1766-1867), député de l'Oise (1824-1830), dont postérité ;
- Octavie Thérèse Gabrielle de Broglie (1784-1862), mariée en 1804 avec François, marquis de Menou (1776-1841), dont postérité ;
- Achille Léonce Victor Charles (1785-1870), prince puis (1804) 3e duc de Broglie, pair de France (1814-1848), ministre des Affaires étrangères (1832-1834), président du Conseil (1835-1836), député de l'Eure (1849-1851), marié en 1816 avec Albertine de Staël Holstein (1797-1838), dont postérité.